# Hishimonus festivus
Hishimonus festivus är en insektsart som beskrevs av Knight 1970. Hishimonus festivus ingår i släktet Hishimonus och familjen dvärgstritar. Inga underarter finns listade i Catalogue of Life.